# Dornier Do 18
Dornier Do 18 byl německý jednoplošný dvoumotorový létající člun s dlouhým doletem užívaný od 30. let 20. století a během druhé světové války.

## Vývoj
První prototyp (imatrikulace D-AHIS, „Monsun“) čtyřmístného stroje Do 18a vzlétl 15. března roku 1935. Pro pohon byly zvoleny vznětové motory Junkers Jumo 205 po 397 kW v tandemovém uspořádání, tedy jeden motor tažný, druhý tlačný.
Jako druhý byl dokončen čtvrtý prototyp Do 18d, zalétaný v létě 1935, který tvořil předlohu pro vojenskou variantu Do 18 D. Následně byly dokončeny stroje Do 18b a Do 18c, které byly za účelem letových testů zařazeny k Fliegerstaffel (F) List.

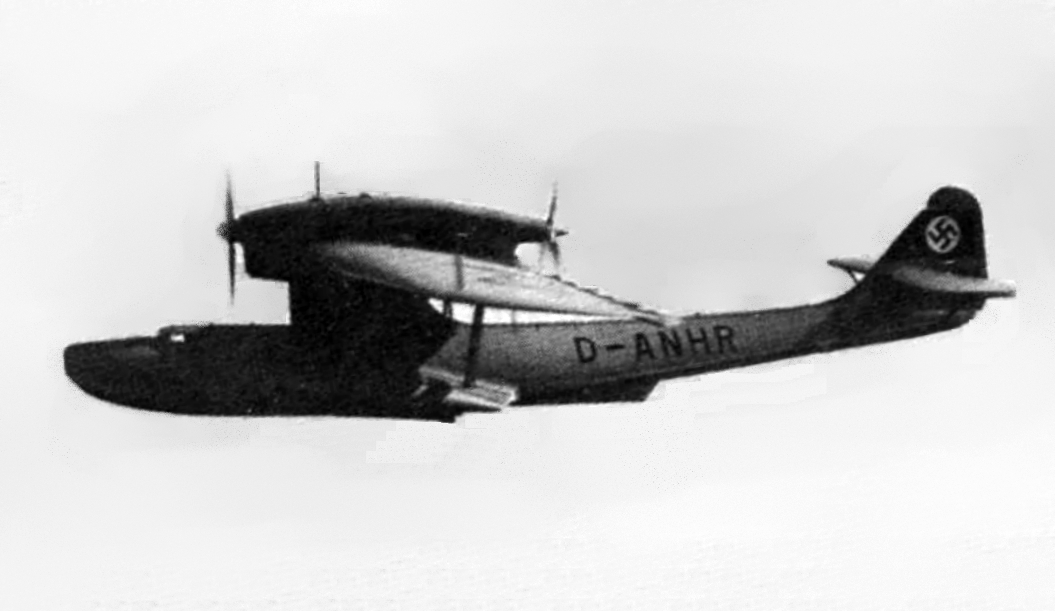
Dornier Do 18 (D-ANHR), 1938

V té době byla zaváděna prototypová označení „V“, proto druhý a třetí prototyp obdržel označení Do 18 V2 (D-AANE, "Zyklon") a Do 18 V3 (D-ABYM, „Aeolus“ ), které byly zařazeny k přepravě pošty u Deutsche Lufthansa. Do jejich řad zamířil i další letoun Do 18 D (Werk-Nr.663, D-ARUN, „Zephir“). Všechny čtyři letouny od DLH byly upraveny na jednotný standard Do 18 E a krátce nato německé aerolinie obdržely další Do 18 E (Werk-Nr225, D-AROZ, „Pampero“). Tento letoun zmizel 1. října 1938 na trase mezi Natalem a Bathurstem.
Poslední šestý stroj pro Lufthansu byl experimentální Do 18 F (D-ANHR) se zvětšenou plochou křídla, zalétaný 11. června 1937. Po rekordním non-stop letu, když mezi 27. a 29. březnem 1938 uletěl 8 392 km v čase 43 hodin, byl přestavěn na verzi Do 18 L s hvězdicovými motory BMW 132 Ns a zalétán 21. listopadu 1939.

## Nasazení

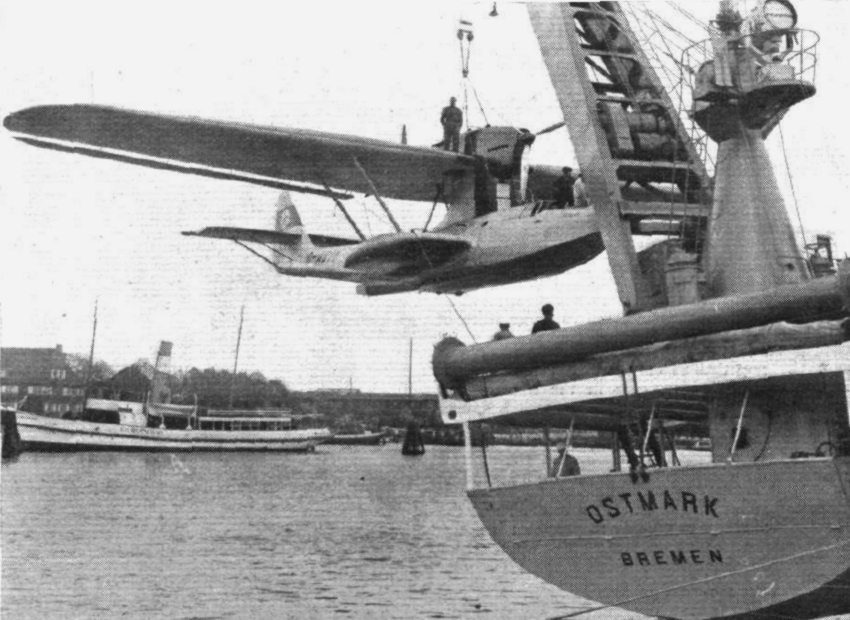
Dornier Do 18 E (V3, D-ABYM, „Aeolus“), 1936

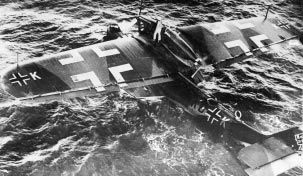
Do 18 ve službách Luftwaffe

Dodávky letounů Do 18 D-1 pro Luftwaffe začaly v létě roku 1936 s pohonem motory Junkers Jumo 205C Diesel a výzbrojí dvěma pohyblivými kulomety MG 15 ráže 7,9 mm na přídi a hřbetě trupu. Na závěsnících pod křídlem mohly být zavěšeny dvě pumy SC 50.
Nahrazením jednoduchého vodního kormidla za dvojité, nebo úpravou chladiče vznikly varianty Do 18 D-2 a Do 18 D-3. V létě roku 1939 se verze D nacházely ve výzbroji 2. Staffel Küstenfliegergruppen 106, 406, 506, 806 a 906.
Výsledkem modernizace byla verze Do 18 G-1 s výkonnějšími motory Jumo 205D po 647 kW vzletového výkonu a zesílenou výzbrojí. Na přídi byl namontován pohyblivý kulomet MG 131 ráže 13 mm, na hřbetním střelišti v otočné věži potom kanón MG 151 ráže 20 mm.
V okamžiku zahájení II. světové války se ve výzbroji Luftwaffe nacházelo 36 Do 18 D, které operovaly nad Severním mořem a 27 Do 18 D v oblasti Baltského moře. Do 18 D z 2./Kü.Fl.Gr. 106 dislokované na základně Nordeney odhalily 26. září 1939 konvoj tvořený letadlovou lodí HMS Ark Royal (91), torpédoborci HMS Nelson (28) a HMS Rodney (29) a bitevními křižníky HMS Hood a HMS Renown. Do 18D z 2./Kü.Fl.Gr. 506 zpočátku operovaly nad Baltem, později se účastnily norské kampaně.
11. května 1940 se ve stavu 2./Kü.Fl.Gr. 106 nacházelo 9 Do 18, z toho 6 letuschopných, 2. a 3./Kü.Fl.Gr. 406 měly dohromady 20 Do 18, z nichž jen 8 bylo letuschopných a 2./Kü.Fl.Gr. 906 měla 10 Do 18, z toho 8 letuschopných.
Do 18 byly zařazeny rovněž u 1./Kü.Fl.Gr. 406 v počtu 9 strojů, z nichž jen dva byly provozuschopné. V době bitvy o Británii pak Do 18 používala nejčastěji záchranná námořní služba Seenotdienst.
Výroba Do 18 byla ukončena v létě roku 1940 po dodání 94 exemplářů vojenskému letectvu, z nichž 71 bylo verze G a H. Do 18 H-1 byla neozbrojená cvičná varianta Do 18 G-2 pro šestičlennou posádku, které nahradily „Déčka“. Dalšími úpravami již vyrobených vodních letounů vznikla záchranná varianta Do 18 N-1 sloužící od začátku roku 1941 u Seenotstaffeln.
K 16. srpnu 1941 byly posledními jednotkami s letouny Do 18 3./Kü.Fl.Gr. 406 a 906 umístěné v Norsku. Nadále se pak používaly u školních jednotek a u záchranné služby.

## Specifikace (Do 18G-1)

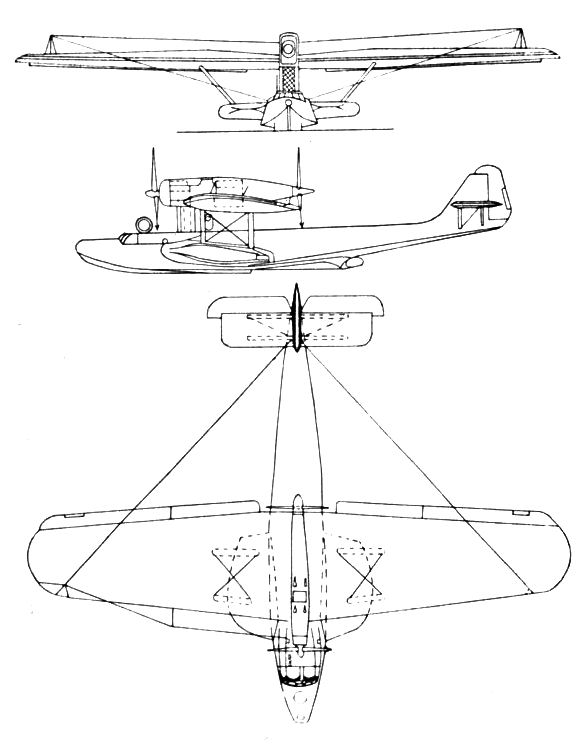
Třípohledový nákres Do-18

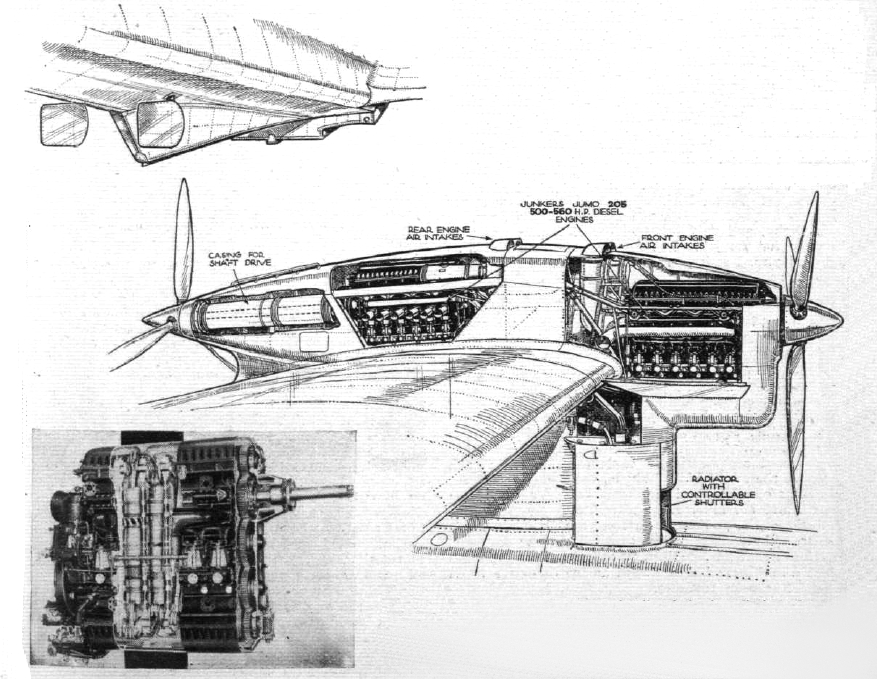
Detail instalace motorů Do 18

Údaje podle

### Technické údaje
- Osádka: 4
- Rozpětí: 23,70 m
- Délka: 19,25 m
- Výška: 5,30 m
- Nosná plocha: 98,00 m²
- Hmotnost prázdného stroje: 5850 kg
- Vzletová hmotnost: 10 000 kg
- Max. vzletová hmotnost: 10795 kg
- Motor: 2 × šestiválec Junkers Jumo 205D
- Vzletový výkon motoru: 647 kW

### Výkony
- Maximální rychlost ve výšce 0 m: 260 km/h
- Maximální rychlost ve výšce 2000 m: 267 km/h
- Cestovní rychlost ve výšce 1000 m: 228 km/h
- Ekonomická rychlost: 170 km/h
- Doba výstupu do 1000 m: 7,9 min
- Praktický dostup: 4200 m
- Maximální dolet: 3500 km

### Výzbroj
- 1× pohyblivý kulomet MG 131 ráže 13 mm v předním střelišti
- 1× pohyblivý kanón MG 151/20 ráže 20 mm ve hřbetní otočné věži
- bomby SC 50 do hmotnosti 200 kg